# Dolomiti Superski
Dolomiti Superski er et skisportsområde i Dolomitterne i Italien. Det består af 12 byer, 464 skilifter og 1.220 km piste. Det kan benyttes med det samme liftkort. Pisterne er snesikre og beliggende i en højde på mellem 1.200 og 3.269 meter over havet.
De 12 områder i Dolomiti Superski er:
- Cortina d'Ampezzo
- Kronplatz
- Alta Badia
- Val Gardena - Seiser Alm
- Val di Fassa - Karersee
- Arabba - Marmolada
- Hochpustertal
- Val di Fiemme - Obereggen
- San Martino di Castrozza - Passo Rolle
- Eisacktal
- Trevalli
- Civetta

46°31′04″N 11°49′36″Ø / 46.5176895°N 11.8266541°Ø